# Federazione internazionale dei movimenti per l'agricoltura biologica
La Federazione internazionale dei movimenti per l'agricoltura biologica (in inglese: International Federation of Organic Agriculture Movements, IFOAM), è un'organizzazione internazionale che racchiude diversi membri che si occupano di agricoltura biologica.
L'organizzazione è stata fondata il 5 novembre 1972 a Versailles, in Francia, durante un congresso internazionale organizzato da Nature & Progrès.